# Peschen
Peschen (obersorbisch Stwěšin) ist ein Ortsteil von Löbau in Sachsen.

## Geographie
Der Bauernweiler liegt am Südwesthang des 335,8 Meter hohen Pfaffenberges über der Quellmulde des Kuppritzer Wassers. Nördlich von Peschen verläuft die Bundesstraße 6. 

## Geschichte
Peschen ist wahrscheinlich eine spätslawische Gründung und wurde als Quellweiler an einem zum Quellgebiet des Kuppritzer Wassers gehörigen Rinnsal angelegt. Der Ort lag am östlichen Rande des Bautzener Landes und gehörte seit dem 15. Jahrhundert zu den Ratsdörfern der Stadt Bautzen. Im Bautzner Eidbuch wurde der Ort 1419 als „Baschen“ erwähnt.
1971 errichtete die LPG „Einheit Eiserode“ unmittelbar südöstlich von Peschen eine große Schweinemastanlage, die zusammen mit der sich daran anschließenden Rinderstallanlage einen sich bis Eiserode hinziehenden landwirtschaftlichen Komplex bildete. Als Teil der Gemeinde Eiserode wurde Peschen am 1. Januar 1994 nach Löbau eingegliedert.
Peschen besteht aus vier Anwesen.

## Bevölkerung und Sprache
Für seine Statistik über die sorbische Bevölkerung in der Oberlausitz ermittelte Arnošt Muka in den achtziger Jahren des 19. Jahrhunderts eine Bevölkerungszahl von 38 Einwohnern; darunter waren 32 Sorben und sechs Deutsche. Damals lag Peschen in der äußersten südöstlichen Ecke des sorbischen Mehrheitsgebietes. Hier wurde der mittlerweile ausgestorbene Löbauer Dialekt gesprochen. Der Sprachwechsel zum Deutschen vollzog sich in Peschen Anfang des 20. Jahrhunderts. Heute ist das Sorbische aus dem Alltag im Ort verschwunden.